# 普羅托波皮夫卡 (伊久姆區)
49°14′33″N 36°54′48″E / 49.24250°N 36.91333°E
普羅托波皮夫卡（羅馬化：Protopopivka）是位於烏克蘭東部哈爾科夫州伊久姆區巴拉克利亚市镇的村莊。該村始建於1700年，面積3.61平方公里，海拔高度112米，2001年人口1,253，人口密度每平方公里347.4人。